# Clematis gracilifolia
Clematis gracilifolia är en ranunkelväxtart som beskrevs av Alfred Rehder och E.H. Wilson. Clematis gracilifolia ingår i släktet klematisar, och familjen ranunkelväxter.

## Underarter
Arten delas in i följande underarter:
- C. g. dissectifolia
- C. g. lasiocarpa
- C. g. macrantha